# 道種智
道种智，佛教术语，为三智之一。

## 简介
即遍知世间、出世间一切道门差别之智慧，此种智慧乃属菩萨之‘不共智’。又称一切道种智、道种慧、道智、道相智。天台宗以之配于空、假、中三观中之假观，而谓其乃破除尘沙惑所成的化道之智。